# Bethel, Connecticut
Bethel är en kommun (town) i Fairfield County, Connecticut, USA, med cirka 18 067 invånare (2000).

## Kända personer från Bethel
- Thurston Moore, sångare i bandet Sonic Youth, uppväxt i kommunen.